# 천쉐성 (1957년)
천쉐성(중국어 정체자: 陳學聖, 병음: Chén Xúeshèng, 영어: Apollo Chen, 1957년 9월 28일 ~ )은 타이완의 정치인, 전 시의원, 입법위원이다.